# 16755 Келі
16755 Ке́лі (16755 Cayley) — астероїд головного поясу, відкритий 9 вересня 1996 року.
Тіссеранів параметр щодо Юпітера — 3,364.